# Ademaro Nicoletti Altimari
Ademaro Nicoletti Altimari (Livorno, 6 de abril de 1903 — Rodes, 30 de julho de 1940) foi um oficial e aviador italiano, piloto de bombardeiro da Força Aérea Real Italiana durante a Segunda Guerra Mundial, morreu em um acidente de avião em julho de 1940. Ele foi condecorado com a Medalha de Ouro por Bravura Aeronáutica e a Medalha de Ouro de Valor Militar em memória.

## Biografia
Filho do irmão mais novo do General Gustavo, ex-Inspetor Geral de Engenheiros e da Aeronáutica, nasceu em Livorno em 6 de abril de 1903. e iniciou sua carreira como aviador em Lonate Pozzolo, onde também se dedicou à atividade experimental. Em 1925, logo que foi nomeado segundo-tenente, realizou com sucesso um salto experimental de paraquedas. Tendo se tornado piloto militar de equipamento de caça, foi designado para a 1.ª Ala de Caça Terrestre estacionada em Campoformido. Participou, por ordem do General Italo Balbo no Cruzeiro Aéreo Decenal que ocorreu entre 1 de julho e 12 de agosto de 1933 na rota Orbetello-Chicago-Nova Iorque-Roma, pilotando um hidroavião Savoia-Marchetti S.55. Por este fato foi agraciado com a Medalha de Ouro por Bravura Aeronáutica.
Tornou-se instrutor de voo cego na Escola N.A.D.A.M (Navegação Aérea em Alto Mar) em Orbetello, voluntariou-se para voos de longo curso, sendo nomeado comandante de um esquadrão de reconhecimento e posteriormente comandante de um grupo de bombardeio rápido, cargo que ocupou quando o Reino da Itália entrou na Segunda Guerra Mundial, em 10 de junho de 1940. Nessa data ocupou, com o posto de major, o cargo de comandante do 42.º Grupo. da 12.ª Ala de Bombardeio Terrestre estacionado no aeroporto de Orvieto-Castel Viscardo, e equipado com o trimotor Savoia-Marchetti S.79 Sparviero.
O Estado-Maior da Força Aérea Real teria preferido poupá-lo dos riscos, não o designando para teatros de guerra, mas pediu e conseguiu permanecer no comando de seu grupo que foi transferido para Rodes, nas ilhas do Dodecaneso. Nesse ciclo operacional, com seus alas, conseguiu acertar e afundar, apesar da violenta reação antiaérea, um navio de guerra inimigo.
Em 30 de julho de 1940 ele partiu em uma missão de bombardeio, mas seu avião imediatamente após decolar com carga total sofreu uma falha repentina no motor e ele foi forçado a realizar um pouso de emergência. A aeronave pegou fogo e, com o risco de explosão devido às bombas transportadas, ele fez o possível para evacuar a tripulação e deixou a aeronave por último, com o corpo gravemente queimado. Ele morreu pouco depois e, em sua memória, foi premiado com a Medalha de Ouro de Valor Militar, a mais alta condecoração italiana.
Ele está sepultado no cemitério de Orbetello, junto com os outros pertencentes à travessia do Atlântico. Uma rua em Fiumicino leva seu nome.

## Condecorações
- Medalha de Valor Militar
  - em Prata (31 de julho de 1940)
  - em Ouro (11 de julho de 1941)[6][7]
- Medalha de Ouro por Bravura Aeronáutica (18 de agosto de 1933)[8]
- Medalha Comemorativa do Cruzeiro Aéreo Decenal